# Richard Sorge

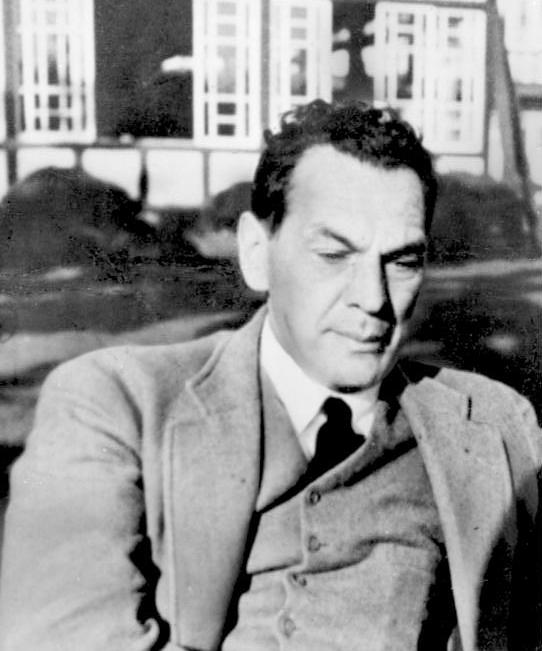
Richard Sorge, 1940

Richard Sorge (russisch Рихард Густавович Зорге, Richard Gustawowitsch Sorge; * 22. Septemberjul. / 4. Oktober 1895greg. in Sabuntschi bei Baku, Russisches Kaiserreich; † 7. November 1944 in Toshima, Tokio) war ein deutsch-russischer Funktionär der Kommunistischen Internationale und für den sowjetischen Militärgeheimdienst GRU tätiger Spion. Er war vor und während des Zweiten Weltkriegs als Journalist und in geheimer Mission für die sowjetische GRU in China und Japan tätig. Sein Pseudonym lautete unter anderem R. Sonter, sein GRU-Deckname für den Japaneinsatz „Ramsay“ (russisch Рамза́й).
Er beschaffte im Juni 1941 die Information über den genauen Termin des Angriffs Deutschlands auf die Sowjetunion und im September 1941 die Information, dass Japan trotz des Dreimächtepakts mit dem NS-Staat keinen Angriff auf die Sowjetunion beabsichtigte.

## Leben

### Kindheit und Jugend

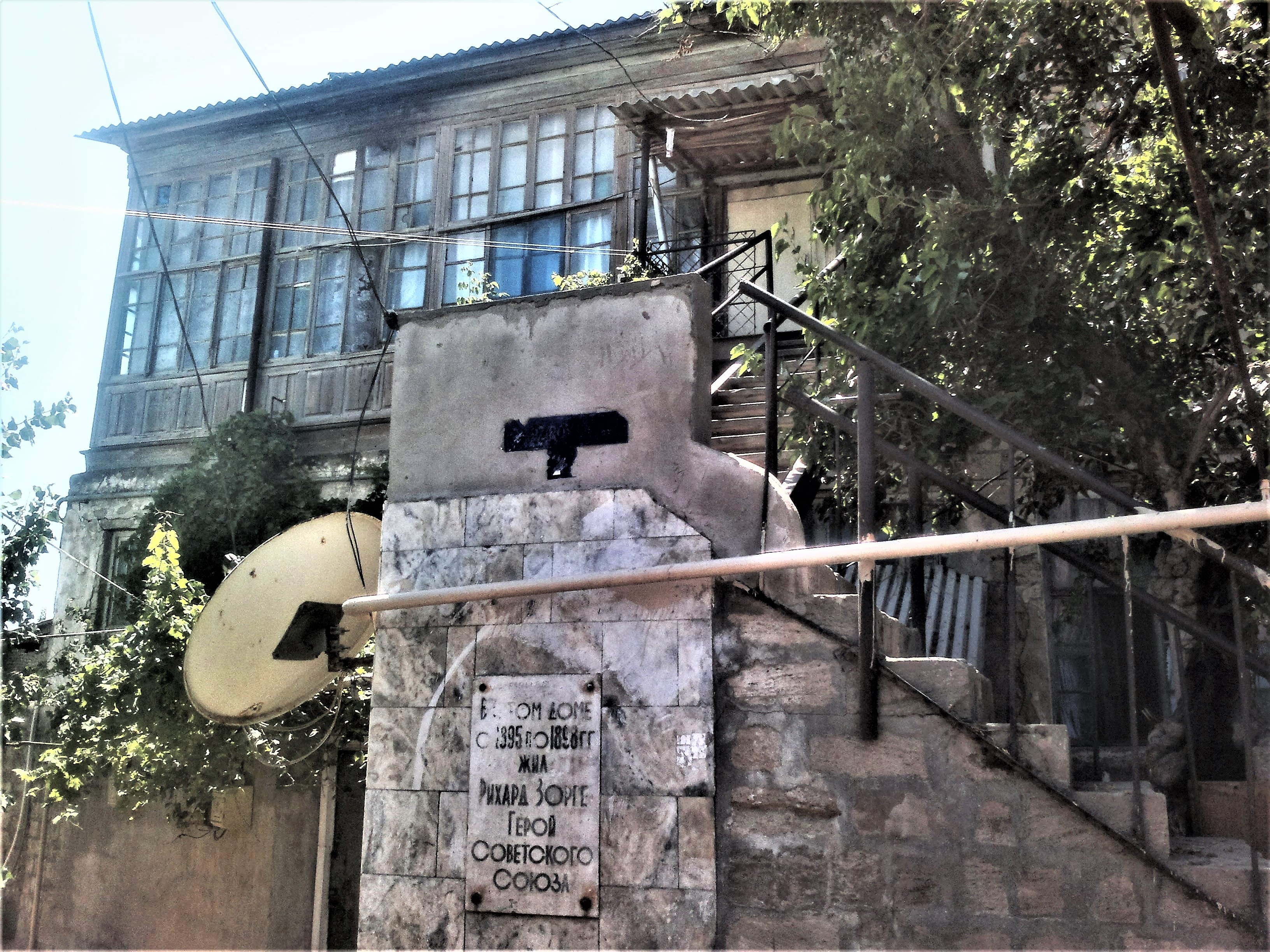
Haus in Sabuntschi, in dem Richard Sorge von 1895 bis 1898 lebte

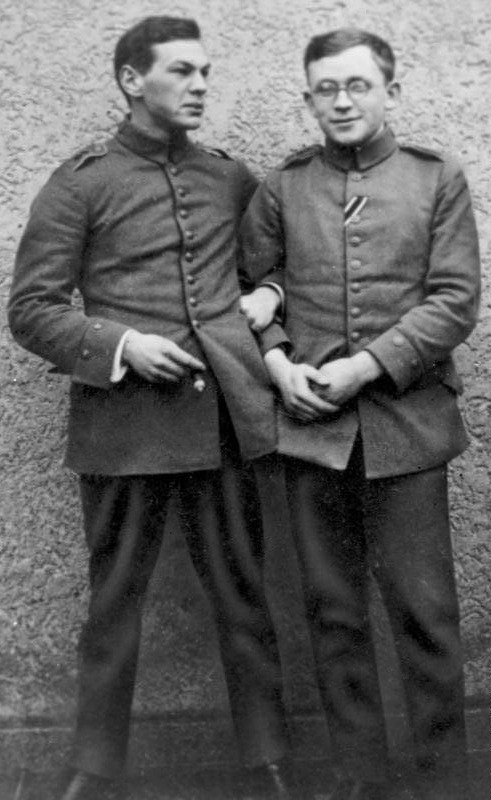
Sorge (links) und Erich Correns im Lazarett Berlin-Lankwitz, 1915

Immatrikulationskarte der Universität Hamburg (Vorderseite) von Richard Sorge

Richard Sorge wurde 1895 in Sabuntschi, einem Vorort von Baku, geboren. Seine Eltern waren der in Baku tätige deutsche Erdölingenieur Wilhelm Sorge und dessen russische Frau Nina (geb. Kobelewa). Er hatte acht Geschwister. 1898 zog die Familie von Aserbaidschan nach Lankwitz bei Berlin, wo er ab 1901 die Oberrealschule Lichterfelde besuchte.
Richard Sorges Großonkel Friedrich Adolf Sorge war einer der Weggefährten von Karl Marx und Mitbegründer der Ersten Internationale.

### Kriegseinsatz und Studium
Bei Beginn des Ersten Weltkriegs 1914 meldete sich Sorge direkt aus der Schule als Kriegsfreiwilliger. Er trat in ein Reservebataillon der Infanterie ein und wurde 1915 an der Westfront eingesetzt. Bei der Zweiten Flandernschlacht wurde er verwundet und kam zur Genesung nach Berlin. Danach kam er an die Ostfront und wurde ein zweites Mal verwundet; er wurde zum Unteroffizier befördert und erhielt das Eiserne Kreuz II. Klasse. Im April 1917 wurde er an der Ostfront zum dritten Mal verwundet: Er erlitt eine schwere Verletzung durch ein Schrapnell und konnte erst nach drei Tagen geborgen werden. Er kam ins Lazarett in Königsberg. Die Ärzte konnten seine Beine nur mit Mühe retten. Ein Bein blieb einige Zentimeter kürzer. Seither hinkte er.
Während einer Genesungsphase legte er 1916 sein Notabitur ab und befasste sich mit den Werken von Karl Marx und Friedrich Engels. Kurz danach begann er mit einem Studium der Nationalökonomie und der Philosophie in Berlin, dann in Kiel, wo er Kurt Albert Gerlach kennenlernte und als dessen Assistent am Kieler Institut für Weltwirtschaft tätig wurde. 1919 beendete er sein Studium an der Rechts- und Staatswissenschaftlichen Fakultät der Universität Hamburg und wurde mit der lohnpolitischen Arbeit Die Reichstarife des Zentralverbandes deutscher Konsumvereine zum Dr. rer. pol. promoviert. Die Arbeit erhielt das Prädikat „summa cum laude“.

### Tätigkeiten bis 1924
Bereits 1917 wurde Sorge Mitglied der USPD und beteiligte sich aktiv an den Novemberereignissen 1918 als Mitglied des Kieler Arbeiter- und Matrosenrates. Anfang des folgenden Jahres wurde er Redakteur und Autor der Hamburger Volkszeitung – Organ der USPD. Am 15. Oktober 1919 trat er der Kommunistischen Partei Deutschlands (KPD) mit der Mitgliedsnummer 08678 bei. Sein Wirkungskreis war das Rheinland und er wurde noch im gleichen Jahr in Aachen in die örtliche Parteileitung gewählt. Hier war er auch als Leiter von Studienzirkeln zum Studium der Werke von Karl Marx, Friedrich Engels und Wladimir Iljitsch Lenin tätig.
Ende 1919 folgte Richard Sorge Prof. Kurt Gerlach an die TH Aachen, wurde aber bereits 1920 wegen der aktiven Teilnahme an bewaffneten Abwehrkämpfen gegen den Kapp-Putsch aus seiner Assistentenstelle entlassen. Er arbeitete dann mehrere Monate in einem Bergwerk unter Tage. Hier half er mit, Betriebsgruppen zu bilden, und organisierte Fluchtwege für verfolgte Bergarbeiter. Auf Grund polizeilicher Verfolgungen und Verbote musste er das Rheinland verlassen. In Remscheid arbeitete er als Redakteur beim KPD-Regionalorgan Bergische Arbeiterstimme und verfasste dort auch Leitartikel. Bereits 1921 wechselte er ins nahe gelegene Solingen, wurde Lehrer an der KPD-Parteischule und unterrichtete auch an der Volkshochschule im benachbarten Ohligs. Im August 1921 nahm er als Delegierter am 2. Parteitag der KPD in Jena teil.
Im gleichen Jahr heiratete Sorge die Bibliothekarin Christiane Gerlach, die geschiedene Frau seines Professors Kurt Albert Gerlach. Mit ihr gemeinsam zog er im Oktober 1922 nach Frankfurt am Main und wurde Mitglied in der Gesellschaft für Sozialforschung, dem formellen Verein für die Gründung des Instituts für Sozialforschung. Bis zu Gerlachs frühem Tod im Oktober 1922 arbeitete Sorge als dessen Assistent und war hauptsächlich als Lehrbeauftragter des Instituts tätig. In dieser Zeit erschien seine erste Monographie Rosa Luxemburgs Akkumulation des Kapitals in Solingen. Daneben nutzte er seine berufsbedingte Reisetätigkeit für Kurierdienste zwischen einzelnen Regionalorganisationen der KPD. Er organisierte im Folgejahr die Erste Marxistische Arbeitswoche zu Pfingsten in Geraberg bei Arnstadt, an der u. a. Felix Weil, Karl Korsch, Georg Lukács, Friedrich Pollock, Karl August Wittfogel und Julian Gumperz teilnahmen. Sorge war 1924 einer der beiden Hauptassistenten des Instituts und gehörte während seiner Frankfurter Zeit auch der Kommunistischen Studentenfraktion (KoStuFra) an. Sorges Frau Christiane gehörte dem Institut ebenfalls an; sie promovierte 1922 in Köln mit einer Arbeit über Tolstoi (Leo Tolstoi als Sozialarbeiter).
Das Jahr 1923 brachte eine Zuspitzung der politischen Auseinandersetzungen und führte in Sachsen und Thüringen zur Bildung von Arbeiterregierungen (Deutscher Oktober). In Hamburg kam es zum Streik der Hafenarbeiter und zum Aufstand. Sorge wirkte hier als Mitarbeiter eines zum Teil konspirativ arbeitenden KPD-Kurierdienstes, der die Informationswege zwischen der KPD-Organisation Frankfurt am Main und den Arbeiterregierungen sicherstellen sollte. Als es im Herbst zur Niederschlagung des Hamburger Aufstandes kam und sich der damalige Vorsitzende der KPD Ernst Thälmann in die Illegalität begeben musste, war Sorge als dessen persönlicher Kurier unter dem Decknamen „Robert“ eingesetzt. In einer beherzten Aktion gelang es ihm, die dringend benötigten Parteigelder und die aktuelle Mitgliederliste vor dem Zugriff der Polizei in Sicherheit zu bringen. Auf Grund des anhaltenden Parteiverbotes musste der 9. Parteitag der KPD im April 1924 in Offenbach/Frankfurt unter Bedingungen der Illegalität abgehalten werden. Sorge war in diesen Tagen für die Betreuung und persönliche Sicherheit der Vertreter des Exekutivkomitees der Kommunistischen Internationale (Komintern) verantwortlich. Dadurch kam er mit Mitarbeitern des in Moskau etablierten Komintern-Büros in Kontakt.

### Tätigkeit für die Kommunistische Internationale
Ende 1924 entschied sich Sorge für eine Tätigkeit im Auftrag des Komintern-Büros in Moskau. Er übersiedelte mit seiner Frau Christiane nach Moskau und das Ehepaar Sorge wurde zunächst Anfang 1925 im Hotel Lux untergebracht. Christiane Sorge war von 1925 bis 1926 am Marx-Engels-Institut in Moskau tätig, kehrte dann nach Deutschland zurück und lebte in Berlin.
Sorge wurde 1925 Mitglied der KPdSU und war in der Informationsabteilung der Kommunistischen Internationale tätig. Hier ging es in erster Linie um Pressearbeit und die Unterstützung einzelner Ländersektionen mit den notwendigen Publikationen. So schrieb er vor allem in dieser Zeit Artikel für die Zeitschriften Kommunistische Internationale, Bolschewiki, Die Rote Gewerkschaftsinternationale, die Bauer-Internationale und die Zeitung Weltwirtschaft und Weltpolitik unter mehreren Pseudonymen wie I. Sorge, I. K. Sorge, R. Sonter. Das entsprach durchaus seinen bisherigen Arbeitserfahrungen. Jedoch machten sich auch Dienstreisen in einzelne Länder erforderlich, um dort die bestehende Situation noch genauer darzustellen und selbst den Kontakt mit den regional tätigen Partnern herzustellen. Diese Reisen führten ihn anfangs in die skandinavischen Länder, vor allem nach Dänemark und Schweden, später dann auch in die fernöstlichen Länder. Dabei war die Republik China ein wichtiges Zielland, da sich hier politische, militärische und größtenteils auch verdeckte Aktivitäten in- und ausländischer Kräfte vor Ort besser analysieren ließen als von Moskau aus.
Darüber hinaus engagierte sich Sorge auch im Klub der Deutschen Kommunisten in Moskau und im Frühjahr 1926 wählte man ihn zum Vorsitzenden. Am 6. Mai 1926 hielt er, laut Versammlungsprotokoll, im Klub eine Rede anlässlich des Besuches einer deutschen Kompanie beim Regiment der Roten Armee im Kiewer Militärbezirk. In den Monaten seiner Anwesenheit in Moskau setzte er auch seine wissenschaftliche Arbeit fort. So erschien 1928 unter dem Pseudonym R. Sonter seine Arbeit Der neue deutsche Imperialismus in Berlin und Leningrad. Im Sommer nahm er als Delegierter am VI. Weltkongress der Kommunistischen Internationale vom Juli bis September 1928 teil. Und zum Jahresende hielt er sich zu Studienzwecken in Dänemark und Norwegen auf.

### Tätigkeit im Nachrichtendienst der Roten Armee (GRU)
1929 gewann Jan Karlowitsch Bersin (1880–1938), der Leiter des Nachrichtendienstes der Roten Armee GRU, Richard Sorge als Mitarbeiter für den Auslandseinsatz. Sorges Fähigkeit, sich bei Reisen recht schnell in vertrauensvollen Netzwerken zurechtzufinden, ein realistisches Bild von den Geschehnissen und Menschen zu gewinnen und klare Analysen der politischen Situationen zu liefern, hatte Bersin überzeugt.
Sein erster Auftrag sollte ihn noch im gleichen Jahr nach China führen. Hier waren durch das Zusammentreffen von kritischen politischen Konstellationen in mehreren Provinzen, vor allem aber in der Region um Shanghai, Konfliktfelder für militärische Auseinandersetzungen entstanden, die sich zu einer ernsthaften Gefahr für die äußere Sicherheit der Sowjetunion entwickelten (Chinesischer Bürgerkrieg). Militärische Kräfte waren hier zusammengezogen worden, darunter auch die japanische Kwantung-Armee; die sogenannte Kuomindang-Armee bereitete sich auf militärische Auseinandersetzungen vor, und sie erhielt intensive Unterstützung durch militärische Berater aus der deutschen Reichswehr unter General Hans von Seeckt (1866–1936). Zum Jahresende 1929 reiste Sorge nach Shanghai, getarnt als bürgerlicher Journalist und Korrespondent der Deutschen Getreide Zeitung und Beauftragter der deutsch-chinesischen Gesellschaft. Sein Deckname hier war „Johnsen“. Um die ihm gestellten Aufgaben zu lösen, baute er vor Ort eine Gruppe Gleichgesinnter auf, zu der der deutsche Funker Max Christiansen-Clausen (1899–1979) und der japanische Journalist Ozaki Hotsumi (1901–1944) gehörten und in die er auch Ruth Werner zeitweilig einbezog.
Im Ergebnis dieses Einsatzes konnte die Gruppe wichtige Informationen über politische und militärische Aktivitäten der Kräfte um Chiang Kai-shek (1887–1975) und die ihn unterstützenden Militärberater der deutschen Reichswehr beschaffen. Diese halfen vor allem dabei, einzelne Gegenmaßnahmen vor militärischen Provokationen rechtzeitig zu ergreifen und strategische Planungen im Ansatz zu durchkreuzen. Für die Sowjetunion waren diese Ergebnisse in zweifacher Hinsicht von großer Bedeutung. Zum einen waren die militärischen Kräfte, die Rüstungsindustrie der Sowjetunion und auch die Organisation der Roten Armee noch nicht so weit entwickelt, um militärischen Angriffen den notwendigen Widerstand entgegensetzen zu können. Zum anderen sah sich die Sowjetunion auf der Grundlage des am 31. Mai 1924 mit China geschlossenen Vertrages verpflichtet, der jungen Nationalregierung Hilfe und Unterstützung bei möglichen Angriffen auf die staatliche Souveränität der befreiten Gebiete zu geben.
Nach seiner Rückkehr heiratete Sorge in Moskau 1933 die Schauspielschülerin Katja Maximowa. Anschließend reiste er wieder nach Deutschland – mit dem Auftrag, ab 1933, als deutscher Journalist getarnt, in Japan eine Gruppe aufzubauen, die in der Lage wäre, Informationen aus höchsten politischen und militärischen Kreisen zu beschaffen. Denn von diesem Land gingen zunehmend Bedrohungen für den bestehenden Status quo im pazifischen Raum und damit auch für die fernöstlichen Territorien der Sowjetunion aus. Zudem hatte sich Japan seit Anfang der 1930er Jahre zu einem ernstzunehmenden Bündnispartner der Achse Berlin–Rom–Tokio entwickelt. Mehrere politische und militärische Vorstöße gegenüber China und der Sowjetunion waren bereits darauf gerichtet gewesen, neues Territorium und Einflussgebiete auf dem asiatischen Festland zu gewinnen.
Am 8. September 1933 kam Sorge in Yokohama an. Offiziell arbeitete er anfangs als Journalist des Deutschen Börsenkuriers. In den folgenden Jahren baute er ein Netzwerk aus Informanten auf, das bis in höchste japanische Regierungskreise und militärstrategische Bereiche reichte. Zu seiner eigenen Tarnung wurde er am 1. Oktober 1934 Mitglied der NSDAP mit Mitgliedsnummer 2.751.466. Seine Umstände boten ihm die Möglichkeit, intensive Beziehungen zu einzelnen Mitarbeitern der deutschen Botschaft in Tokio aufzubauen, darunter auch zum Militärattaché Eugen Ott. Diesem war er – nach Erinnerungen Otts – zum ersten Mal Ende 1934 vorgestellt worden.
Von Tokio aus unternahm Sorge zahlreiche Reisen nach Mandschukuo, der Inneren Mongolei, Moskau und auch Berlin. Hier verschaffte er sich noch weitere Legitimationen, so seine offizielle Anbindung als deutscher Korrespondent der Zeitschriften Der Deutsche Volkswirt, Zeitschrift für Politik, Zeitschrift für Geopolitik, Die Wehrmacht und 1936 sogar der Frankfurter Zeitung. Im November 1935 traf der ehemalige deutsche Funker Max Christiansen-Clausen auf besondere Bitte Sorges in Tokio ein. Damit war die Gruppe nunmehr komplett arbeitsfähig, verfügte aber auch bereits über ein gutes Netz an Verbindungen in japanische politische, militärische und wirtschaftliche Kreise hinein. Über Ozaki Hotsumi, der aus China kommend ebenfalls wieder zur Gruppe „Ramsay“ – wie sie sich nun nannten – gestoßen war, lernte er sogar den japanischen Premierminister Konoe Fumimaro kennen. Geführt wurde Sorge ab 1936 durch Boris Guds, der seit 1934 in der sowjetischen Botschaft in Tokio als Botschaftssekretär tätig war.
Das Jahr 1936 war für die Tätigkeit der Gruppe „Ramsay“ ein sehr entscheidendes Jahr. Im Februar fand ein Militärputsch in Tokio statt und Sorge fertigte bereits wenige Tage nach dem Ausbruch eine außerordentlich treffsichere Analyse über die Ursachen und möglichen Folgen an. Auf dieser Grundlage war der Militärattaché Ott in der Lage, sehr zügig und realistisch auch seine Vorgesetzten in Berlin in Kenntnis zu setzen. Hier herrschte Verunsicherung, weil der deutsche Außenminister Joachim von Ribbentrop (1893–1946) aktuell in Bündnisverhandlungen zum Abschluss des sogenannten Antikominternpaktes steckte. Der Bericht Sorges kam in Berlin auch bei General Georg Thomas (1890–1946) – dem Chef der Amtsgruppe Wehrwirtschaft im deutschen Wirtschaftsministerium – auf den Tisch. Dieser erteilte wegen der Brisanz des Themas Sorge den Auftrag, umgehend eine Spezialstudie über die Meuterei für seine Abteilung anzufertigen. Diese Studie wurde dann auszugsweise im Mai 1936 in der Zeitschrift für Geopolitik veröffentlicht. In der Botschaft in Tokio führte das damit für Sorge entstandene Ansehen als kompetenter Berichterstatter dazu, dass ihm ein Büro in der Botschaft zur Verfügung gestellt wurde und die Vertrautheit mit anderen Botschaftsangehörigen, vor allem mit Ott, weiter zunahm. Später redigierte er auch das Informationsblatt der deutschen Botschaft und erhielt ein Schreiben, das ihn als Angehörigen der deutschen Botschaft auswies.
Eine erste Spitzenmeldung nach Moskau konnte Sorge bereits 1936 zum Antikominternpakt absetzen, vor allem die Hintergründe und eigentliche Ziele betreffend. Als treibende Kräfte wusste er den deutschen Außenminister Joachim von Ribbentrop, Wilhelm Canaris, den japanischen General Ōshima Hiroshi und den Militärattaché der japanischen Botschaft in Berlin zu benennen. Sogar eine gewisse Anzahl der geheimen militärischen Zusatzprotokolle waren ihm im vollen Wortlaut zugänglich und gaben Aufschluss über die eigentliche Stoßrichtung des Vertrages in Richtung der strategischen Orientierung Japans auf die UdSSR. Ott hatte – wie der damalige Gesandtschaftsrat Alois Tichy den Amerikanern später berichtete – die Anweisung erteilt, Sorge Zugang zu den Akten der Botschaft zu gewähren. Weitere Reisen nach China, die Innere Mongolei im gleichen Jahr und dann 1937/38 nach Südchina, die Philippinen und die USA vervollständigten das Bild dieser vorgesehenen japanischen Aufmarschgebiete. So konnte Sorge 1937 über Aktivitäten im Rahmen des zweiten Japanisch-chinesischen Krieges und erneute Kampfhandlungen Japans um den 29. Juli 1938 im mongolischen Grenzbereich berichten.
Eine zweite Spitzenmeldung der Gruppe um Richard Sorge, diese bereits im Jahr 1939, unterrichtete Moskau über Einzelheiten und Termine des von Japan geplanten Überfalls auf die Mongolei mit der späteren Stoßrichtung zum fernen Osten der Sowjetunion. Durch mongolische und sowjetische Truppen wurde in den Monaten Juli und August 1939 der japanische Angriff am Chalcyn Gol zurückgeschlagen, und Japan musste nach der Niederlage seiner 6. Armee am 30. August 1939 im September einen Waffenstillstandsvertrag mit der Sowjetunion unterzeichnen. Damit war Japan, obwohl Bündnispartner der Achse Berlin–Rom–Tokio, erst einmal als potentieller Unsicherheitsfaktor im pazifischen Raum ruhig gestellt.
Am 1. September 1939 überfiel das Deutsche Reich sein Nachbarland Polen. Ab diesem Zeitpunkt wurde Sorge vom inzwischen zum deutschen Botschafter ernannten Eugen Ott mit der ständigen Führung des Kriegstagebuches der Botschaft und der Herausgabe des täglichen Pressebulletins beauftragt. Die dritte nachrichtendienstliche Spitzenmeldung der Gruppe um Sorge bezog sich dann auf die unmittelbare Kriegsvorbereitung Deutschlands gegen die Sowjetunion (Unternehmen Barbarossa) mit mehreren Präzisierungen. Bereits im März 1941 konnten erste Meldungen über operative und taktische Details der Kriegsvorbereitungen nach Moskau abgesetzt werden. Eine klare terminliche Präzisierung des Angriffstermins erfolgte dann am 15. Juni mit der Nachricht: „der Krieg wird am 22. Juni beginnen.“ Diese Nachricht Sorges an die GRU mit genauen Informationen über den Tag, die Stärke und die Richtungen des Angriffs wurde jedoch von Stalin fälschlich als Feindpropaganda, die die UdSSR zu einem Militärschlag gegen das Deutsche Reich verleiten sollte, bewertet und ignoriert.
Die vierte Spitzenmeldung, kurze Zeit darauf, am 14. September 1941 abgesetzt, erfolgte unmittelbar nach der Geheimsitzung des japanischen kaiserlichen Thronrates. Diese Information bezog sich darauf, dass Japan als strategisches Ziel nunmehr die USA und die britischen Kolonien im Pazifik angreifen würde und damit die Gefahr für die Sowjetunion im Fernen Osten gebannt war. Durch diese Information Sorges konnte Marschall Schukow die sowjetischen Truppen aus Sibirien abziehen und sie zum Abstoppen des deutschen Vormarsches 25 km vor Moskau einsetzen. Die deutsche Niederlage vor Moskau ließ den Blitzkrieg gegen die Sowjetunion endgültig scheitern. Daran erinnert am Ort des weitesten deutschen Vordringens bei Chimki an der Moskauer Stadtgrenze das Denkmal Jeschi. Eine weitere, noch nicht zeitlich spezifizierte Information der Gruppe „Ramsay“ bezog sich auf den geplanten japanischen Überfall auf Pearl Harbor.

### Verhaftung
Ab 1939 hatte Richard Sorge gemeinsam mit seinem Funker Max Clausen Meldungen mit über 65.000 Wörtern in 141 Funksprüchen sowie zahlreiche Mikrofilme per Kurier nach Moskau übersandt. Die allgemein verbreitete Auffassung, Sorges Funksprüche seien abgehört worden, dürfte ebenso unzutreffend sein wie die Verdächtigungen gegen seinen Funker. Zum Verhängnis wurde ihnen vielmehr die aus Angst vor Regimefeinden im Herbst 1941 einsetzende Observierung japanischer Exilkommunisten durch die japanische Geheimpolizei Tokkō, in deren Verlauf eine seiner Kontaktpersonen enttarnt wurde. Sein Gehilfe Ozaki wurde am 15. Oktober, Sorge selbst dann am 18. Oktober 1941 unter dem Vorwand eines angeblichen Motorradunfalls verhaftet. Er soll, nachdem er eine Woche lang verhört worden war, unter der Last der bis dahin vorgelegenen Beweise, seine Agententätigkeit gestanden haben.
Von Josef Meisinger, Polizeiattaché an der deutschen Botschaft in Tokio, wurde die Enttarnung Sorges zur Bekämpfung politisch unliebsamer Deutscher und „Anti-Nazis“ instrumentalisiert. Mehrere Verhaftungen folgten. Ein angeblicher von Meisinger erfundener „zweiter Richard Sorge“, der österreichische Journalist Karl Raimund Hofmeier, wurde per Blockadebrecher Richtung Deutsches Reich verschifft und auf der Überfahrt durch den SS-Mann Herbert Ender auf Veranlassung Meisingers erschossen. Die von Meisinger konstruierten Anschuldigungen sind inzwischen wissenschaftlich als nicht zutreffend nachgewiesen.
In Russland wurde Sorges Ehefrau Katja Maximowa, nachdem sie jahrelang vergeblich auf seine Rückkehr gewartet hatte, im September 1942 vom NKWD als angebliche deutsche Spionin verhaftet. Sie starb 1943 im Gulag. Sorge erfuhr von ihrem Schicksal nichts mehr.

### Todesurteil
Im September 1943 begann unter Ausschluss der Öffentlichkeit der Prozess gegen Richard Sorge vor dem Tokioter Distriktgericht. Am 29. September wurde das Todesurteil gegen ihn und den Mitangeklagten Ozaki Hotsumi verkündet. Im Januar 1944 lehnte der Oberste Gerichtshof die Einsprüche von Sorge und Ozaki Hotsumi endgültig ab. Japan bot der UdSSR mehrmals an, Sorge gegen japanische Gefangene auszutauschen, aber die Sowjetunion dementierte, dass er ein sowjetischer Spion sei.
Am 7. November 1944 wurden Ozaki Hotsumi und unmittelbar danach Richard Sorge im Tokioter Sugamo-Gefängnis gehängt. Sorges Hinrichtung begann um 10:20 Uhr Ortszeit. 16 Minuten später wurde er für tot erklärt.

### Beisetzung

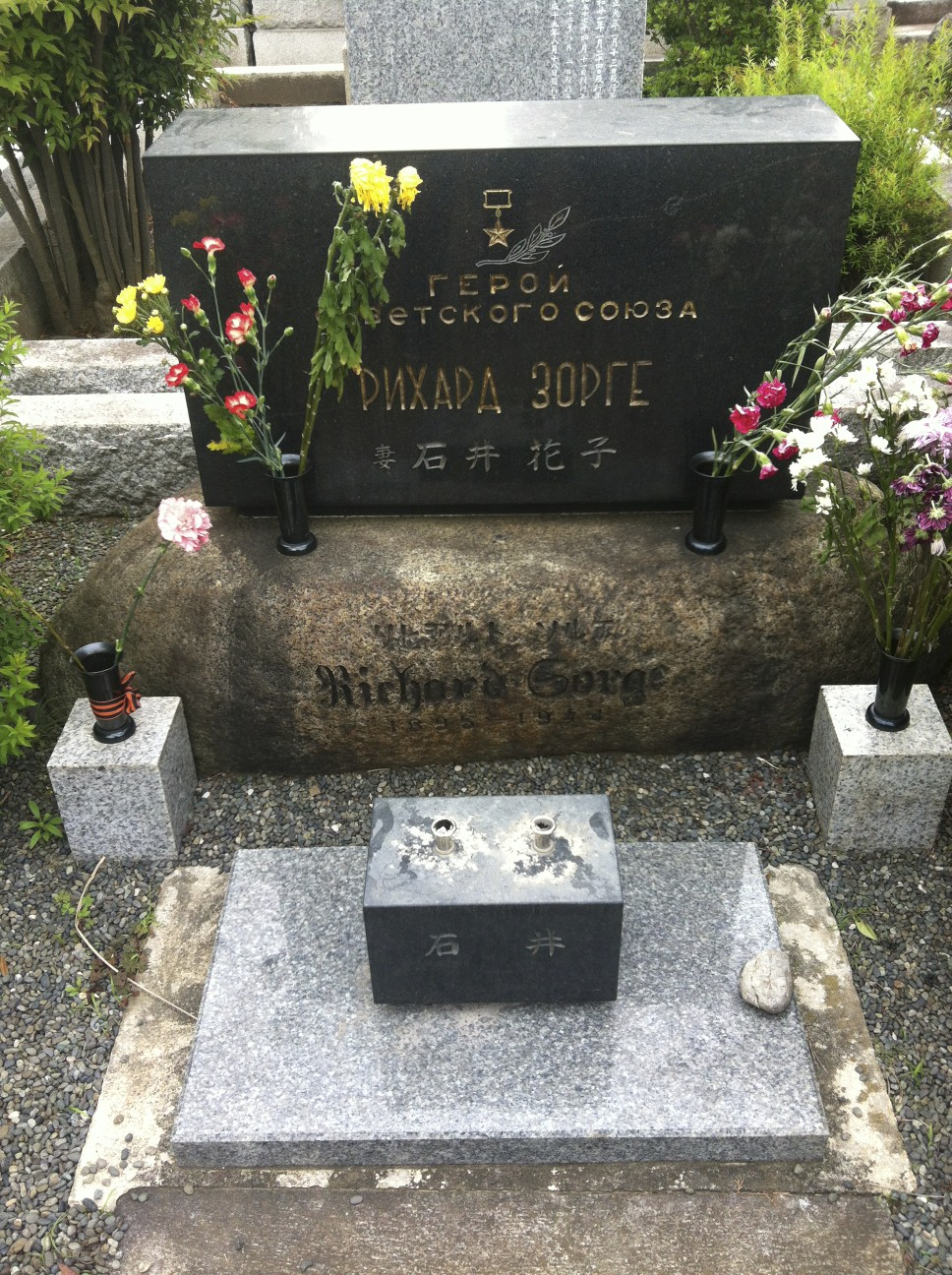
Grabstätte von Richard Sorge und Hanako Ishii auf dem Friedhof Tama in Fuchū (Präfektur Tokio)

Sorges Leichnam wurde aufgrund des während des Krieges in Japan herrschenden Brennstoffmangels nicht eingeäschert, sondern neben anderen Häftlingen des Sugamo-Gefängnisses auf dem Friedhof Zōshigaya begraben.
Am 16. November 1949 ließ seine Geliebte, die Japanerin Hanako Ishii (1911–2000), das Grab der Häftlinge öffnen und das Skelett Sorges exhumieren. Sie behielt seine Brille, Gürtelschnalle sowie Zähne und ließ aus seiner goldenen Brücke einen Ring machen, den sie den Rest ihres Lebens trug. Das Skelett Sorges ließ sie im Shimo-Ochiai Cremation Center einäschern und die Asche knapp ein Jahr später auf dem Friedhof Tama in Fuchū westlich von Tokio beisetzen (Abschnitt 17, Bereich 1, Reihe 21, Grab 16). Nach ihrem Tod im Jahr 2000 wurde ihre Asche ebenfalls dort beigesetzt.
Auf Richard Sorges Grabstein aus schwarzem Marmor steht oben in kyrillischer Schrift sein Ehrentitel „Held der Sowjetunion“ (Герой Советского Союза) und sein Name. Darüber zwei Symbole: die mit der Auszeichnung „Held der Sowjetunion“ verbundene Medaille „Goldener Stern“ und ein Lorbeerblatt als Friedenssymbol. Unterhalb steht in japanischer Schrift: „Ehefrau Ishii Hanako“ (gemäß ihrem Selbstverständnis wird die Geliebte hier als seine Ehefrau bezeichnet). Sorges Name steht auch zweimal auf dem helleren Sockel: groß in lateinischer Schrift, darüber in japanischen Schriftzeichen (Katakana). Vor Sorges Grabstein befindet sich auf einer hellen Marmorplatte ein kleiner schwarzer Grabstein, der Ishii Hanako gewidmet ist (auf dem Bild rechts ist auf diesem kleinen Grabstein der Name Ishii in japanischer Schrift zu sehen).
Seitlich an der Grabstätte wurden ferner ein schwarzer und ein heller Gedenkstein mit japanischen Inschriften aufgestellt. Auf dem schwarzen Gedenkstein zur Linken werden elf Mitstreiter Sorges gewürdigt (zwei von ihnen wurden ebenfalls zum Tod verurteilt, fünf starben im Gefängnis); auf der Rückseite ist japanische Lyrik eingraviert. Auf dem hellen Gedenkstein zur rechten Hand, der von Ishii Hanako aufgestellt wurde, wird Sorge als Held und Kriegsgegner gerühmt, der sein Leben für den Weltfrieden geopfert habe.
Erst 2019 kam heraus, dass das Justizministerium die Rolle Sorges in Berichten an den Kaiser heruntergespielt hatte, da seine Tätigkeit jahrelang nicht aufgefallen war.

## Ehrungen

### DDR

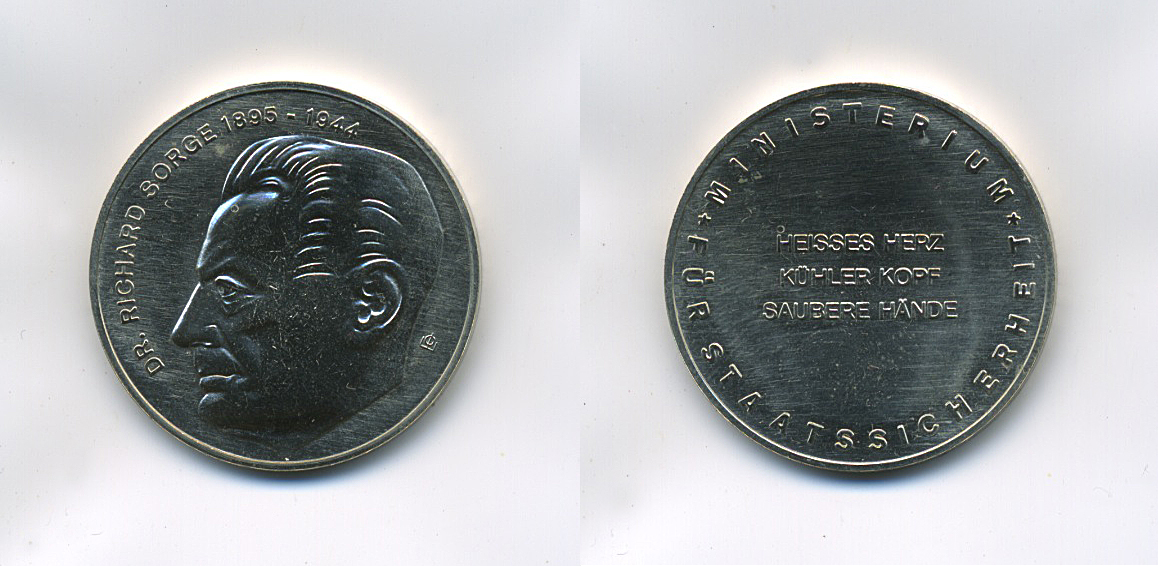
Dr.-Richard-Sorge-Medaille

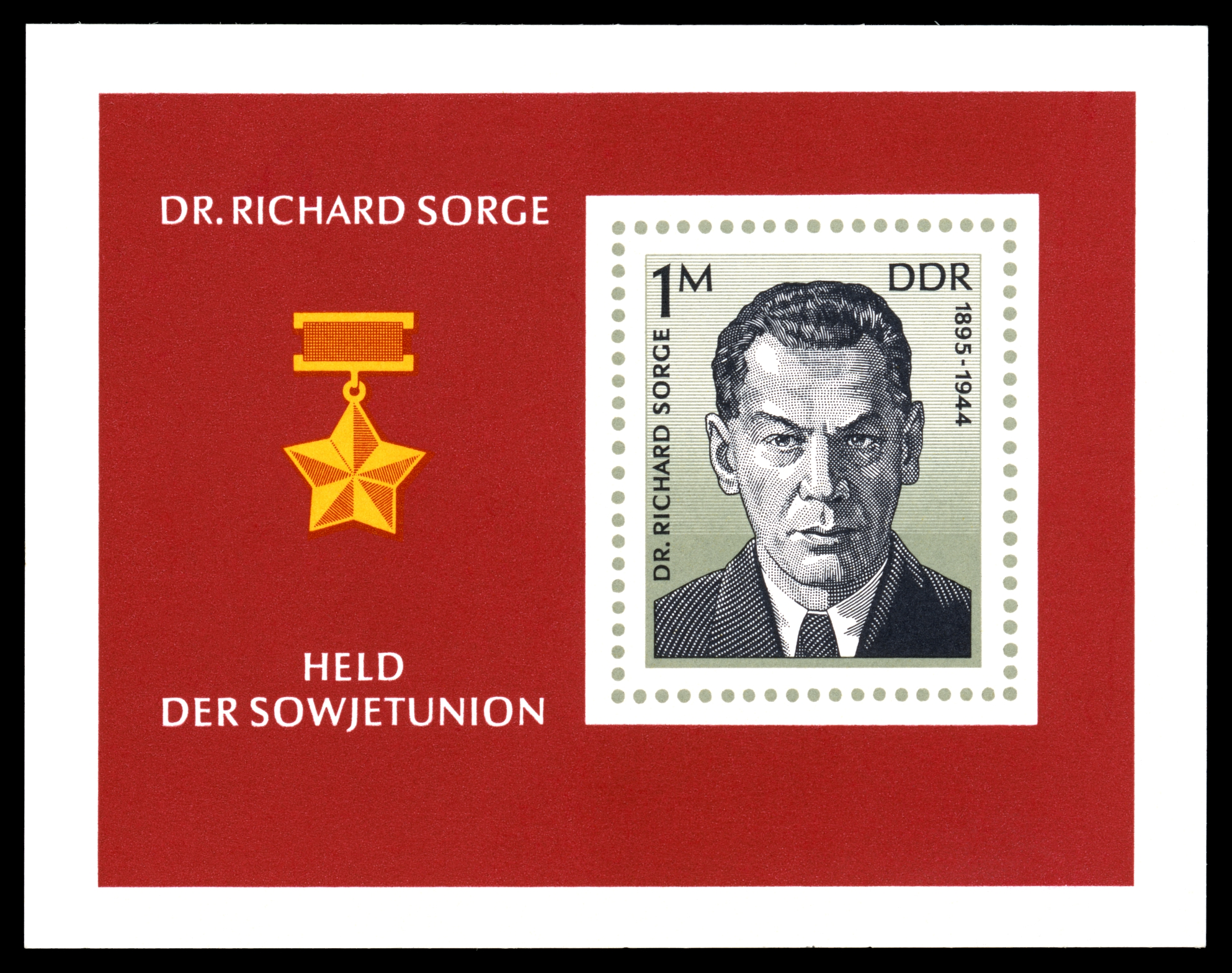
Sorge auf einem DDR-Briefmarkenblock (1976)

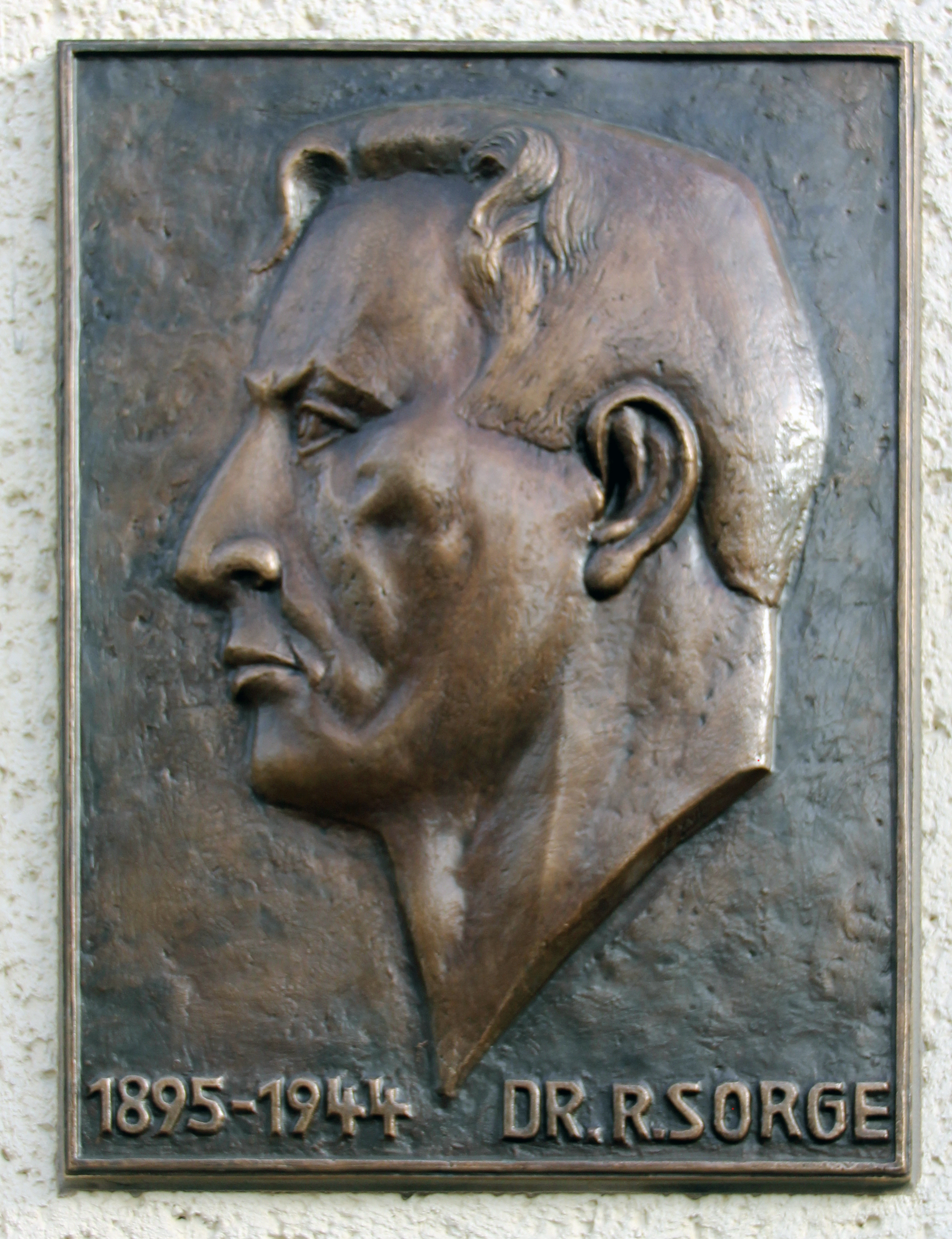
Gedenktafel am Haus Weidenweg 29 in Berlin-Friedrichshain

- Die Deutsche Post der DDR ehrte Sorge 1976 mit der Herausgabe eines Briefmarkenblocks.

Bewaffnete Organe:
- Das in Beelitz stationierte Aufklärungsbataillon AB-1 der 1. Mot.-Schützendivision der Nationalen Volksarmee führte den Ehrennamen „Dr. Richard Sorge“
- Die Kaserne eines Aufklärungstruppenteils der Nationalen Volksarmee wurde am 7. Oktober 1971 nach Richard Sorge benannt.[19] (siehe auch Dienststelle Blumberg)
- Die höchste Auszeichnung, die das Ministerium für Staatssicherheit zu vergeben hatte, war die Dr.-Richard-Sorge-Medaille in Gold.

Straßennamen, Denkmal, Gedenktafeln (Auswahl):
- In Berlin-Friedrichshain erhielt die ehemalige Tilsiter Straße im Jahr 1969, am 25. Todestag, den Namen Richard-Sorge-Straße.[20] An einem Eckhaus am Ende der Richard-Sorge-Straße (Weidenweg 29) wurde eine kleine Bronzetafel mit seinem Kopf im Profil angebracht.
- In Dresden erhielt die Lennéstraße am Großen Garten im Jahr 1970 den Namen Dr.-Richard-Sorge-Straße mit einem zugehörigen, von Gerd Jaeger geschaffenen Denkmal (Porträtkopf).[21] Heute heißt die Straße wieder Lennéstraße. Nach 1990 wurde das Denkmal mehrfach geschändet und die gesamte Anlage zertrümmert.[22]
- In Chemnitz befand sich eine Gedenktafel aus Bronze an der Richard-Sorge-Straße, der heutigen Hohen Straße. Anfang der 1990er Jahre wurde die Bronzetafel gestohlen. Aus Anlass des Tages der Befreiung vom Nationalsozialismus wurde am 8. Mai 2019 eine neue Gedenktafel angebracht. Der Text wurde gegenüber der alten Tafel nicht verändert. Nur ein kleiner Nachsatz weist auf den Verlust der originalen Bronzetafel hin.[23]

Es gab zahlreiche nach Richard Sorge benannte Einrichtungen, wie das Kinderheim in Schluft bei Groß Schönebeck in Brandenburg. Viele Schulen in der DDR trugen den Namen „Dr. Richard Sorge“, z. B. in Altenburg, Bad Langensalza, Bautzen, Berlin, Cottbus, Dranske, Dresden (das heutige Gymnasium Dreikönigschule Dresden), Falkenstein/Vogtland, Greiz, Halle/Saale, Leipzig, Magdeburg, Pirna, Sangerhausen, Schwerin, Sondershausen, Suhl, Wollin, Zschornewitz.

### Sowjetunion

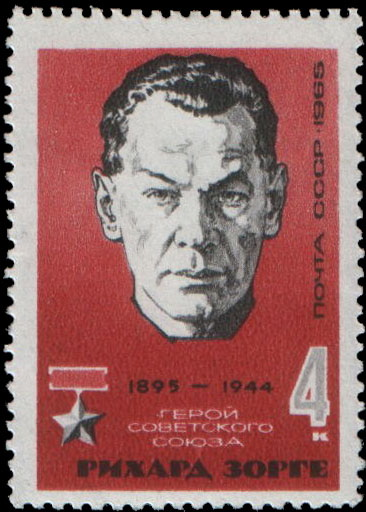
Sorge auf einer sowjetischen Briefmarke (1965)

In der Sowjetunion wurde die Spionagetätigkeit Sorges zunächst verschwiegen, vermutlich um zu vertuschen, wie Stalin dessen Warnungen vor dem deutschen Überfall ignoriert hatte. Erst nach Stalins Tod wurde er rehabilitiert und seine Verdienste sogar überbetont, um zu verschleiern, dass der GRU bzw. KGB die japanische Kodierung entschlüsseln konnte.
- Während der Chruschtschow-Ära wurde Richard Sorge 1964 postum der Titel Held der Sowjetunion verliehen. Dieser Ehrentitel steht unter anderem auf Sorges Grabstein in Tokio sowie auf den ihm gewidmeten Briefmarken.
- 1964 bekam eine Straße in Moskau den Namen „Sorge-Straße“ (Улица Зорге). Eine Station des Zentralen Moskauer Eisenbahnrings, die an dieser Straße liegt, trägt den Namen „Sorge“. Stationen weiterer Metrosysteme in Russland tragen ebenfalls Sorges Namen.
- Die Sowjetische Post brachte 1965 eine Sondermarke heraus.
- Seit 1981 befindet sich im Richard-Sorge-Park in Baku ein großformatiges, 4,60 Meter hohes Richard-Sorge-Denkmal, das der Bildhauer Wladimir Zigal aus Granit und Bronze schuf.[25] Oberhalb einer Plattform ist auf einer breiten, etwa drei Meter hohen, leicht gebogenen Fläche Sorges mittlere Gesichtspartie angedeutet. Die Augen sind durch Aushöhlung und scharfe Konturen hervorgehoben, sie vermitteln den Eindruck eines stechenden Blicks.
- Ein weiteres Richard-Sorge-Denkmal von Wladimir Zigal wurde 1985 an der Richard-Sorge-Straße in Moskau enthüllt.[26] Es zeigt Sorge im Regenmantel gehend. Die Aussparung seiner Silhouette in einer massiven Fläche direkt hinter ihm erzeugt den Eindruck, er habe eine Wand durchschritten.[27]
- In Sabunçu (heute ein Stadtbezirk von Baku) ist am Treppenaufgang zu dem Haus, in dem Sorge in seinen ersten Lebensjahren wohnte, eine Gedenkplatte angebracht.
- Auf dem Gelände einer Schule in Ischewsk steht eine Richard-Sorge-Büste auf einem Marmorsockel.

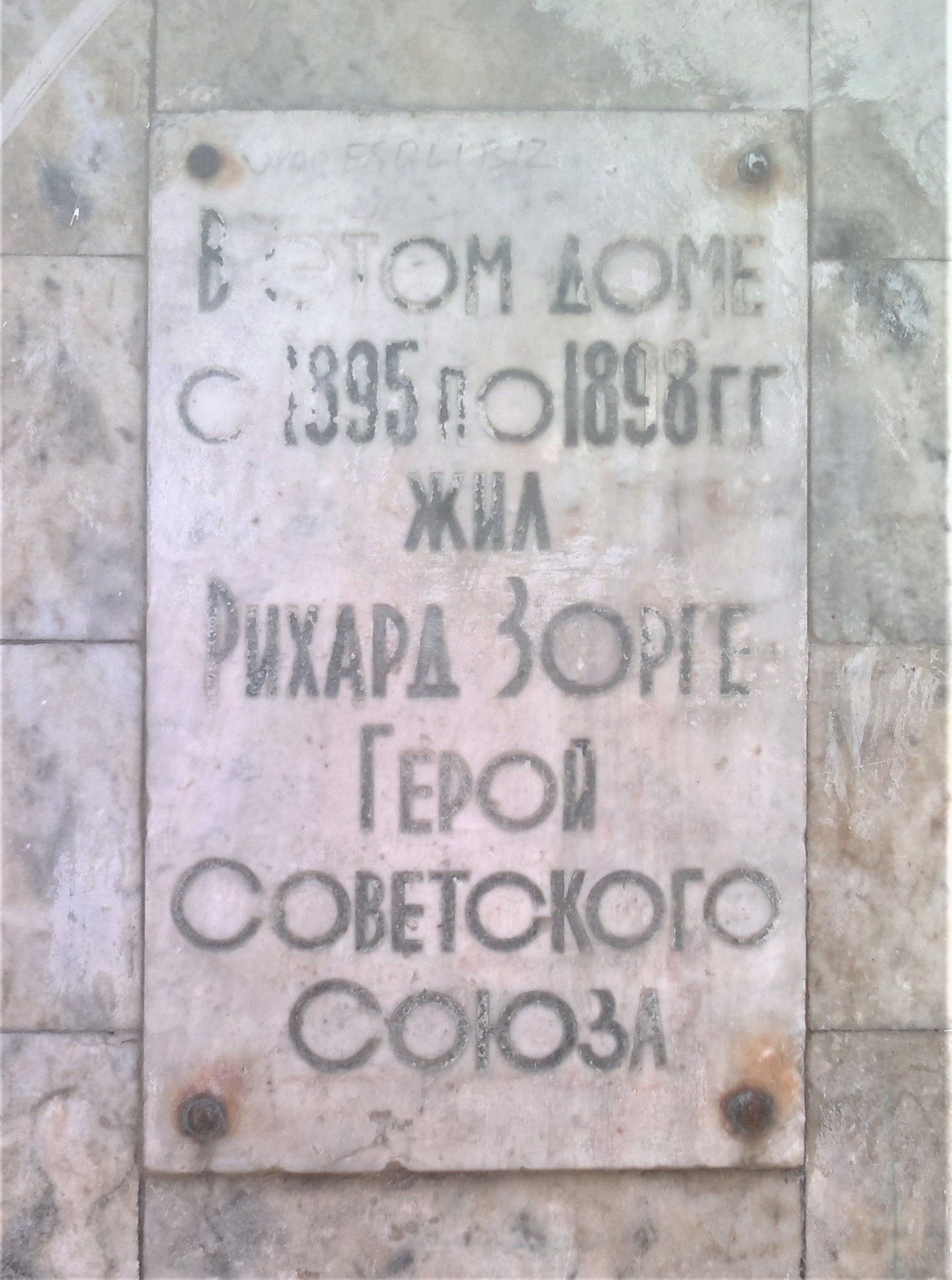
Gedenktafel in Baku, Bezirk Sabunçu
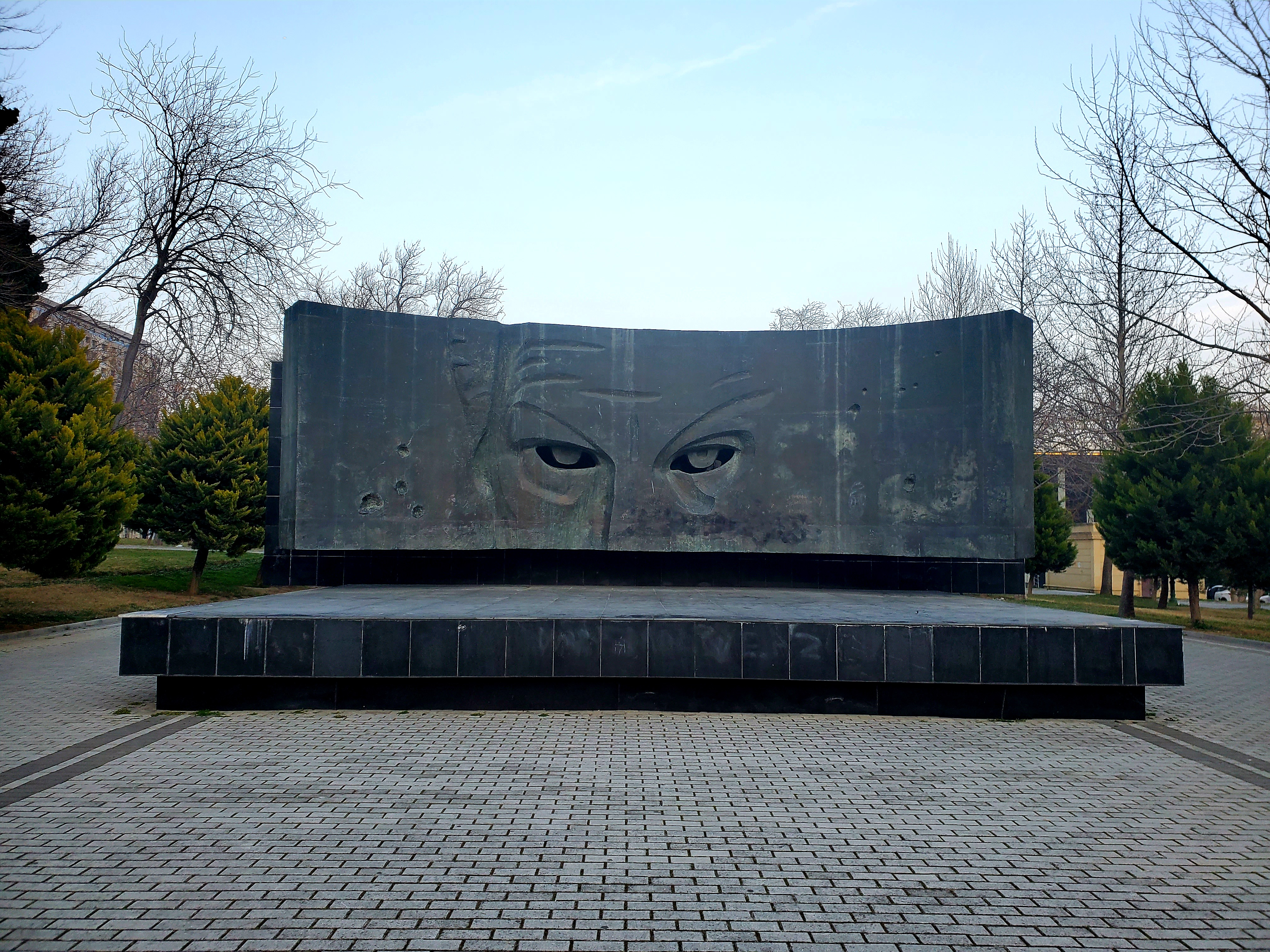
Denkmal im Richard-Sorge-Park in Baku
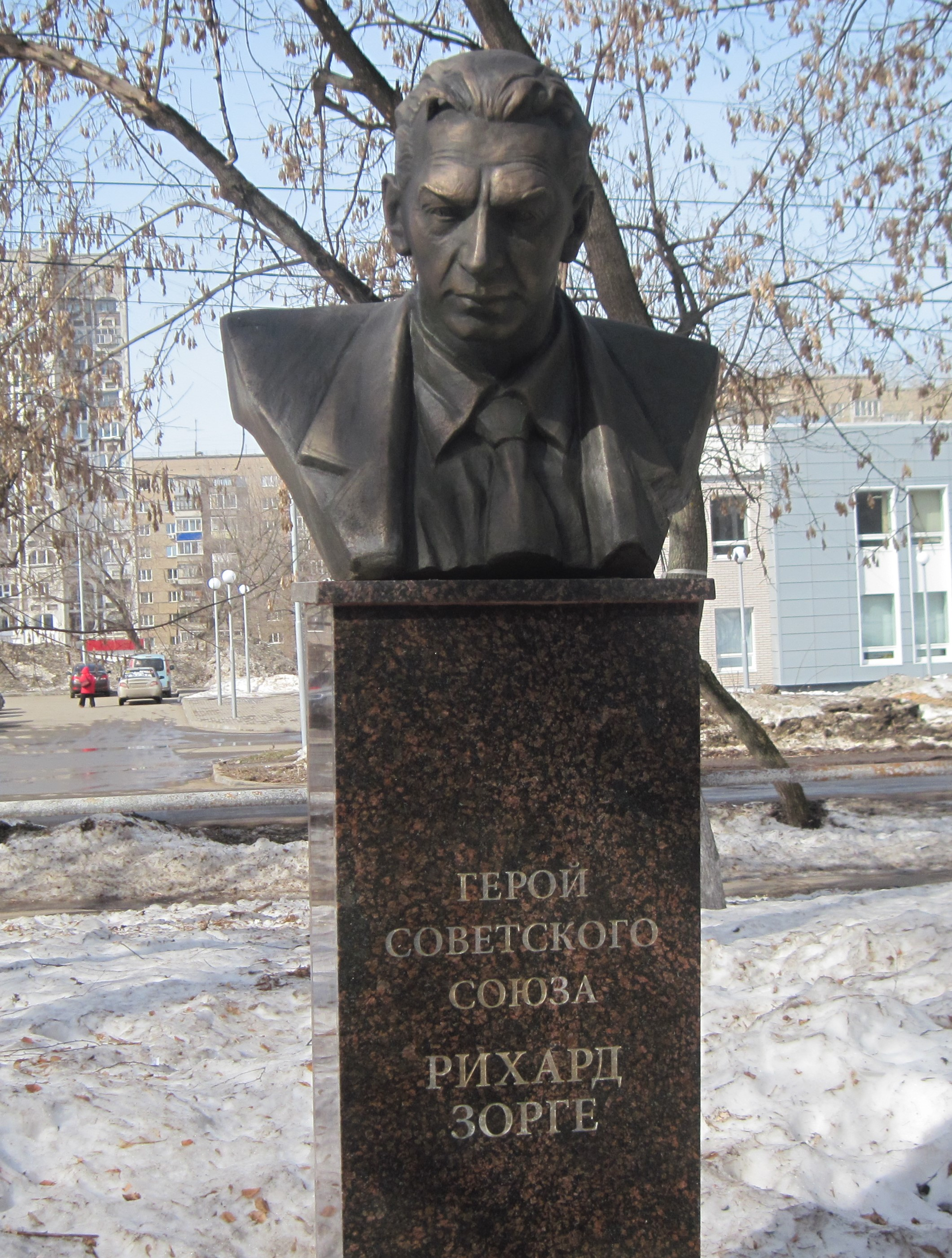
Büste in Ischewsk

## Schriften
- Die Reichstarife des Zentralverbandes Deutscher Konsumvereine. Dissertation, Universität Hamburg, 1919. Nachdruck von der Heinrich-Kaufmann-Stiftung Hamburg, Norderstedt 2011, Books on Demand, ISBN 978-3-8423-2947-8.
- Rosa Luxemburgs Akkumulation des Kapitals. Bearbeitet für die Arbeiterschaft. Solingen 1922. fes.de (PDF; 16 MB).
- Das Dawesabkommen und seine Auswirkungen. Hamburg 1925 (unter dem Pseudonym I.K. Sorge)
- Der neue deutsche Imperialismus (unter dem Pseudonym R. Sonter). Verlag Carl Hoym Nachf., Hamburg 1928. Reprint 1988 bei Dietz, Berlin, mit einem Vorwort von Jürgen Kuczynski, ISBN 3-320-01113-8.

## Filmische Rezeption
- 1955: Veit Harlan drehte Verrat an Deutschland über Richard Sorge. Einen Tag nach der Münchner Uraufführung wurde der eineinhalb Millionen Mark teure Film erst einmal abgesetzt, da der Verleih den Film nicht bei FSK vorgelegt hatte. Erst nach Veränderungen erhielt der Film die Freigabe.
- 1960: Wer sind Sie, Dr. Sorge? (Originaltitel Qui êtes-vous, Monsieur Sorge?). Drehbuch und Regie: Yves Ciampi.
- 1970: Der Fall Sorge. ZDF am 20. Februar 1970. Regie: Hermann Kugelstadt.
- 1975: Sein wichtigster Funkspruch. DEFA-Dokumentarfilm, Regie: Eckhard Potraffke[28]
- 1977: Sonjas Rapport. DEFA-Spielfilm zur Autobiografie von Ruth Werner (mit Sorge als eine der Schlüsselfiguren). Regie: Bernhard Stephan.
- 2003: Richard Sorge – Spion aus Leidenschaft (englischer Titel Spy Sorge). Regie: Masahiro Shinoda.
- 2007: Top Secret: Helden und Verräter. Dreiteilige Dokumentation, Erstsendung 2009, letzte Ausstrahlung auf ARD am 5. April 2014.[29]
- 2013: Die Figur des Hans Castorps im japanischen Anime Wie der Wind sich hebt von Hayao Miyazaki basiert auf Richard Sorge.[30]
- 2017: Stalins James Bond – Richard Sorge, der verratene Meisterspion, Dokumentarfilm, Regie: Danielle Proskar, Michael Trabitzsch, 52 Min.
- o. J.: Standing in the Floating World, Astrakan Films, Santa Barbara, Kalifornien.[31]

## Anmerkung
1. ↑  Christiane Gerlach, geb. Sandler (* 1887, gest.?)
2. ↑  Ihre Ehe mit Sorge wurde 1932 geschieden. Sie emigrierte in die USA und wurde Lehrerin an einem Frauen-College.

### Sachbücher
- F. W. Deakin, G. R. Storry: Richard Sorge – Die Geschichte eines großen Doppelspiels. London 1965.
- Juri Korolkow: Der Mann, für den es keine Geheimnisse gab – Richard Sorge in Tokio. Verlag Kultur und Fortschritt, Berlin 1967.
- Sergej Goljakow, Wladimir Ponisowski: Richard Sorge – Kundschafter und Kommunist – Biografie. Verlag Neues Leben, Berlin 1982.
- Julius Mader: An geheimer Front. Bericht über Richard Sorge. Pahl-Rugenstein Verlag, Köln 1987.
- Robert Whymant: Richard Sorge – Der Mann mit den drei Gesichtern. Europäische Verlags Anstalt, Hamburg 1999, ISBN 3-434-50407-9.
- Heiner Timmermann, Sergei Alexandrowitsch Kondraschow, Hisaya Shirai (Hrsg.): Spionage, Ideologie, Mythos – Der Fall Richard Sorge. LIT Verlag, Münster 2005, ISBN 3-8258-7547-4.
- Isabel Kreitz: Die Sache mit Sorge – Stalins Spion in Tokio. Carlsen Verlag, Hamburg 2008, ISBN 978-3-551-78743-9. (Mit einer Dokumentation von Frank Giese)
- Owen Matthews: An Impeccable Spy: Richard Sorge, Stalin’s Master Agent. Bloomsbury, London 2019, ISBN 978-1-4088-5778-6.
- Julius Mader, Gerhard Stuchlik, Horst Pehnert: Dr.Sorge funkt aus Tokyo. Ein Dokumentarbericht über Kundschafter des Friedens mit ausgewählten Artikeln von Richard Sorge. 3. Auflage. Deutscher Militärverlag, Berlin 1968

### Belletristik
- Wolfgang Kienast: Das Haus in Azabu-ku. Der Kinderbuchverlag, Berlin 1972
- Hans-Otto Meissner: Der Fall Sorge. Lingen Verlag, Köln 1974. Überarbeitete und aktualisierte Neuausgabe. (Es handelt sich um eine romanhafte Version, in der viele Namen der handelnden Personen verändert wurden.)
- Martin Kubaczek: Sorge. Ein Traum. Roman. Folio-Verlag, Wien 2009, ISBN 978-3-85256-497-5.

### Artikel
- Herr Sorge saß mit zu Tisch. Porträt eines Spions. 16-teilige Artikelserie aus Der Spiegel, beginnend mit Nr. 25/1951 vom 12. Juni 1951.[32]